# 서울특별시의 성 목록
다음은 서울특별시에 있는 성들의 목록이다.
| 성 이름            | 주소                                             | 종류            | 둘레      | 축성 시기 | 비고                       |
| ------------------ | ------------------------------------------------ | --------------- | --------- | --------- | -------------------------- |
| 한양도성           | 서울특별시                                       |                 |           | 조선      | 사적 10호                  |
| 대모산성           | 서울특별시 강남구 개포동, 일원동                 | 테뫼식 석축산성 | 567m      | 신라      |                            |
| 삼성동토성         | 서울특별시 강남구 삼성동                         | 테뫼식 토성     |           | 백제      |                            |
| 양천고성           | 서울특별시 강서구 가양동 산 8-4 외               | 테뫼식 산성     | 200m      | 백제      | 사적 372호                 |
| 아차산성           | 서울특별시 광진구 광장동 산 16-46, 구의동 산 1-2 | 테뫼식 산성     | 1000m     | 백제      | 사적 234호                 |
| 몽촌토성           | 서울특별시 송파구 오륜동 88-3                    | 토성            | 2,285m    | 백제      | 사적 297호                 |
| 북한산성           | 서울특별시 은평구·성북구·강북구·도봉구 일원      | 석성            |           | 조선 숙종 | 사적 162호                 |
| 풍납토성           | 서울특별시 송파구 풍납동 72-1 외                 | 토성            | 3,500 m   | 백제      | 사적 11호                  |
| 호암산성           | 서울특별시 금천구 시흥동 산83-1 외               | 석성            | 1,250 m   | 신라      | 사적 343호                 |
| 신기토성           | 서울특별시 양천구 신정3동 718                    | 토성            |           | 백제      |                            |
| 애울토성           | 서울특별시 양천구 신정3동                        | 토성            |           | 백제      |                            |
| 불암산성           | 서울특별시 노원구 상계동, 중계동                 | 테뫼식 산성     | 236m      | 고구려    | 서울특별시 기념물 32호     |
| 홍지문 및 탕춘대성 | 서울특별시 종로구 홍지동 산4 일원                | 석성            | 4km(길이) | 조선      | 서울특별시 유형문화재 33호 |
| 아차산 일대 보루군 | 서울특별시 광진구·중랑구·노원구 일대             | 석성(보루성)    |           | 고구려    | 사적 455호                 |